# Strychnos cayennensis
Strychnos cayennensis är en tvåhjärtbladig växtart som beskrevs av Krukoff och Barneby. Strychnos cayennensis ingår i släktet Strychnos och familjen Loganiaceae. Inga underarter finns listade i Catalogue of Life.